# Henry William Forster

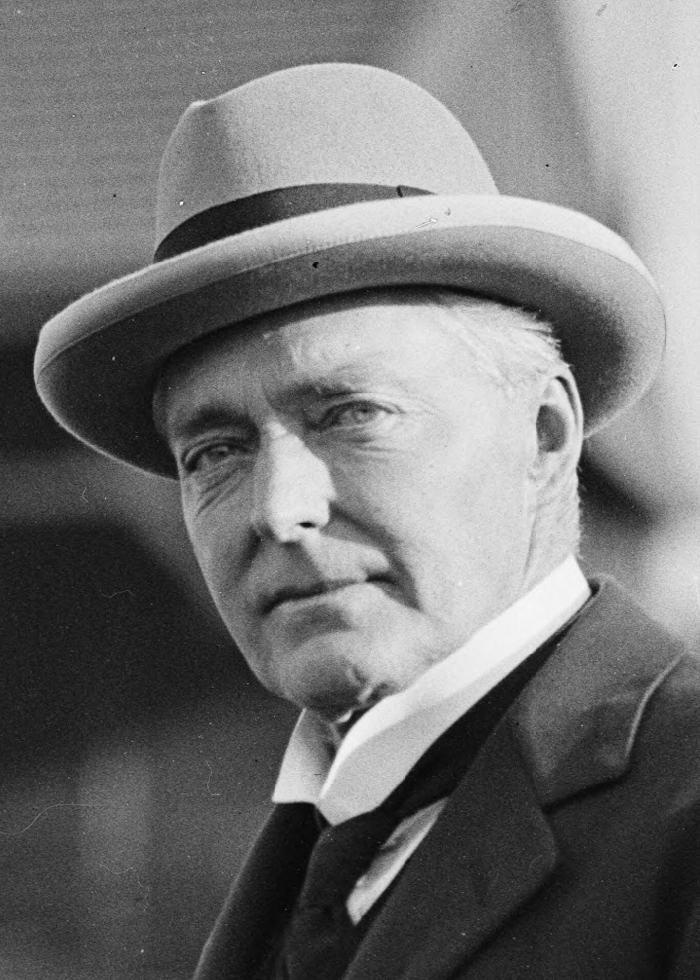
Henry Forster, 1:e baron Forster.

Henry William Forster, från 1919 baron Forster of Lepe, född 31 januari 1866, död 15 januari 1936, var en brittisk politiker.
Forster var konservativ ledamot av underhuset 1892-1919, skattkammarlord 1902-05, finanssekreterare i krigsdepartementet och medlem av krigsrådet 1915-19, medlem av Privy Council 1917, samt Australiens generalguvernör 1920-25.